# دیوید کلی (متخصص سلاح)
دیوید کریستوفر کلی CMG (۱۴ مهٔ ۱۹۴۴ – ۱۷ ژوئیهٔ ۲۰۰۳) دانشمند ولزی در زمینهٔ سلاح‌های بیولوژیک در استخدام وزارت دفاع بریتانیا بود. او پیشتر نیز به عنوان بازرس سلاح سابقهٔ همکاری با کمیتهٔ ویژهٔ سازمان ملل در عراق را داشت. کلی با خبرنگار بی‌بی‌سی اندرو گیلیگان راجع به پروندهٔ دولت بریتانیا دربارهٔ سلاح‌های کشتار دسته‌جمعی در عراق به صورت ضبط‌نشده و غیرمجاز گفتگو کرد و گیلیگان به این گفتگو به عنوان منبعی در گزارش‌های خبری‌اش استناد کرد. کلی در ژوئیهٔ ۲۰۰۳ در کانون توجه‌ها قرار گرفت و جنجالی عظیم راه افتاد. نام او در رسانه‌ها مترادف منبع گیلیگان شده بود، و او را در ۱۵ ژوئیه به کمیتهٔ انتخابی امور خارجهٔ پارلمان که مسئولیت تحقیق راجع به گزارش گیلیگان را بر عهده داشت احضار کردند. در این کمیته با بی‌پروایی از کلی سؤال پرسیدند. دو روز بعد جسد او پیدا شد.